# Gero von Randow
Gero von Randow (* 22. Januar 1953 in Hamburg) ist Publizist, Autor, Kolumnist und Redakteur im Ressort Politik der Hamburger Wochenzeitung Die Zeit.

## Leben
Nach Beendigung des Wehrdienstes studierte Randow, Sohn des Autors und Wissenschaftsjournalisten Thomas von Randow, Jura und legte das 1. Staatsexamen ab. Ende der 1970er/Anfang der 1980er Jahre war er Chefredakteur des von der Jugendorganisation Sozialistische Deutsche Arbeiterjugend herausgegebenen Jugendmagazins elan.
Nach vier Jahren als freier Wissenschaftsjournalist von 1988 bis 1992 arbeitete Randow als Redakteur im Wissenschaftsressort der Zeit. Von 1998 bis 2000 war er verantwortlicher Redakteur der Essay-Seite „Themen der Zeit“. Im Oktober 2000 wurde er stellvertretender Ressortleiter Politik.
Von 2001 bis 2003 baute Randow das Wissenschaftsressort der Frankfurter Allgemeinen Sonntagszeitung auf. 2005 kehrte Randow zur Zeit zurück und war bis Februar 2008 Chefredakteur von Zeit Online. Daneben war er Mitherausgeber des Magazins Zeit Wissen. Von August 2008 bis 2013 war er Frankreich-Korrespondent der Zeit in Paris. Danach kehrte er nach Hamburg in das Politik-Ressort der Zentralredaktion zurück. Er verfasst für die Zeit eine Kolumne mit dem Titel Surren, blinken, leben.
Randow ist bekennender Atheist, kritisierte oft Technik- und Fortschrittsskepsis und war lange Zeit Befürworter der Kernenergie.

## Veröffentlichungen
- (mit Volker Einhorn) Polen in der Zerreißprobe. Weltkreis-Verlag, Dortmund 1982, ISBN 3881422595.
- Das Ziegenproblem – Denken in Wahrscheinlichkeiten. Rowohlt Tb., 1992, ISBN 3-499-19337-X, Neuauflage: Rowohlt, 2004, ISBN 3-499-61905-9.
- Der Fremdling im Glas. Rowohlt Tb., 1996, ISBN 3-499-19665-4.
- Gero von Randow (Hrsg.): Der hundertste Affe – Texte aus dem «Skeptical Inquirer». Rowohlt Taschenbuch Verlag, Reinbek bei Hamburg 1996, ISBN 3-499-22085-7.
- Roboter. Rowohlt Tb., 1998, ISBN 3-499-60553-8.
- Mein paranormales Fahrrad. 5. Auflage. Rowohlt Tb., 1998, ISBN 3-499-19535-6.
- Genießen: Eine Ausschweifung. Hoffmann und Campe, Hamburg 2001, ISBN 3-455-11278-1.
- Jetzt kommt die Wissenschaft. Frankfurter Allgemeine Buch, 2003, ISBN 3-89981-011-2.
- mit Ulrich Ladurner: Die Iranische Bombe: Hintergründe einer globalen Gefahr. Hoffmann und Campe, 2006, ISBN 3-455-09552-6.
- Baby-Auto! Baby-Auto! ePubli, 2014, ISBN 978-3-7375-1956-4.
- Der Cyborg und das Krokodil. edition Körber-Stiftung, 2016, ISBN 978-3-89684-175-9.
- Wenn das Volk sich erhebt. Schönheit und Schrecken der Revolution. Kiepenheuer & Witsch, 2017, ISBN 978-3-462-04876-6.
- Die Omelettschule. Prestel 2019, ISBN 978-3-7913-8573-0.

## Preise
- Reporter der Wissenschaft, 1992
- Medienpreis der Deutschen Mathematiker-Vereinigung, 2002
- Prix du Champagne Lanson, 2002
- European Science Writers Award (Medienpreis der Euroscience-Stiftung zur Förderung der europäischen Wissenschaften und Kulturen), 2003
- Medienpreis der Evangelisch-Lutherischen Kirche Bayern (zusammen mit Mohamed Amjahid), 2017